# 필립 제이콥 리오트

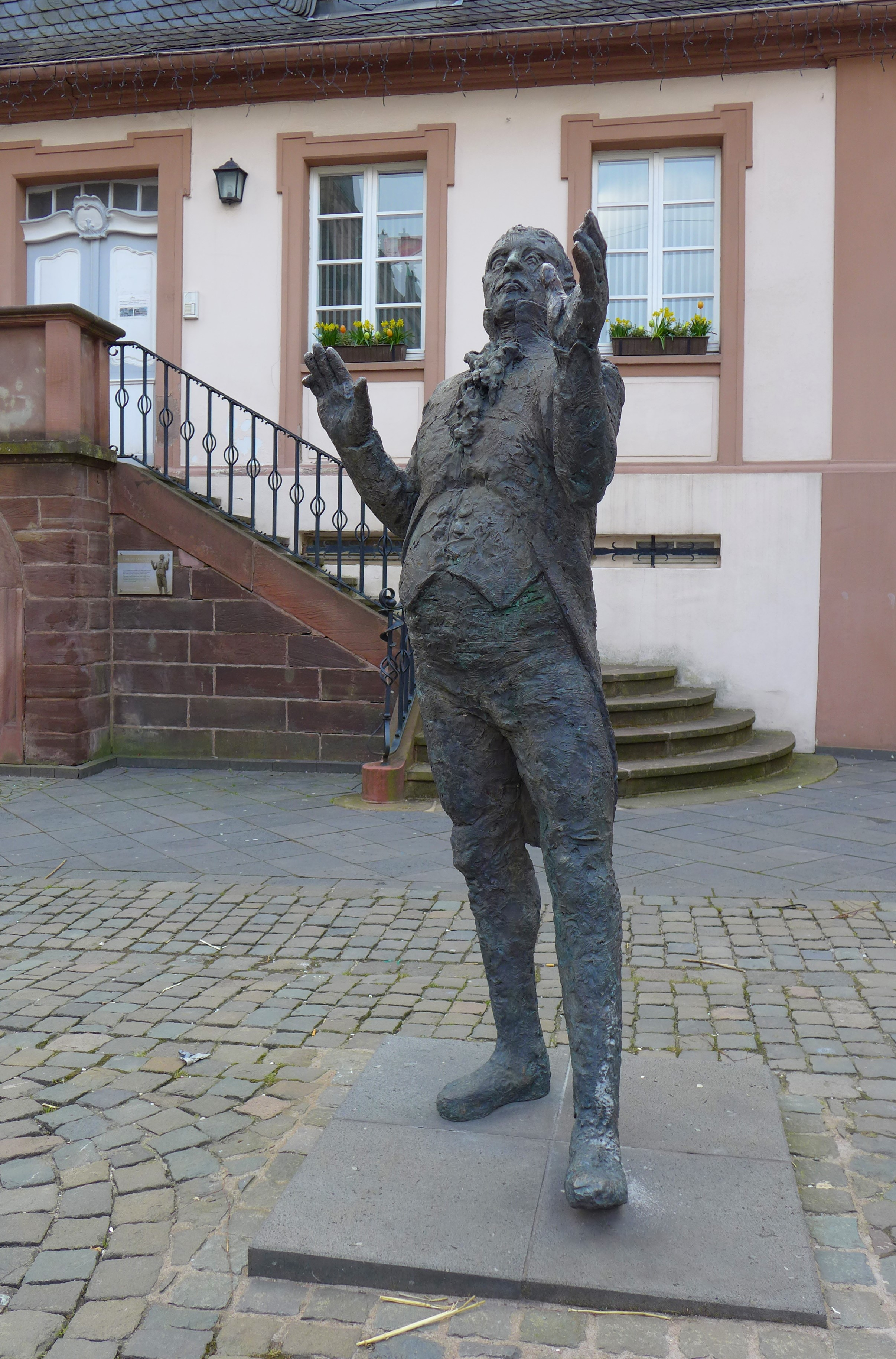
필립 제이콥 리오트의 추모비

필립 제이콥 리오트(Philipp Jakob Riotte, 1776년 8월 16일 ~ 1856년)는 빈에서 거주하였던 독일의 작곡가이다. 1820년대 당시에 자신이 만든 작품들은 빈에 소재하였던 테아터 안 데어 빈에서 가장 많이 공연하고 있었던 작품 중 하나이다. 또한 리오트는 루트비히 판 베토벤과 함께 같은 시대의 인물로 평가하였다. 자신의 작품들 중에서 극일부만 현재 활동적인 레퍼토리에 남아 있다.